# Bamra delicata
Bamra delicata is een vlinder uit de familie spinneruilen (Erebidae). De wetenschappelijke naam is voor het eerst geldig gepubliceerd in 1922 door Hampson.
De soort komt voor in tropisch Afrika.